# Archips betulana
Archips betulana là một loài bướm đêm thuộc họ Tortricidae. Nó được tìm thấy ở Fennoscandia phía nam đến Ý, Áo và Slovakia và từ Hà Lan và Bỉ phía đông đến miền nam Nga và phần phía đông của miền Cổ bắc.
Nó biến mất ở Đại Anh. Nó được nhìn thấy lần đầu ở Norfolk vào năm 1900.
Sải cánh dài 18–28 mm.
Ấu trùng ăn Betula, Corylus, Myrica gale và Vaccinium myrtillus.